# Назаровський Олексій
Олексій Назаровський (15 березня 1881, село Синявка біля Несвіжа — у 1942 р., Самара, РСФСР) — білоруський політик, сенатор міжвоєнної Польської Республіки у 1922—1926 рр.

## Життєпис
В юності працював поштарем в Мінську. 
У 1905 призваний солдатом на російсько-японську війну. Пізніше працював збирачем податків у Барановичах, урядовим чиновником в Ігумені. 
У 1920—1922 працював у кооперативі в Барановичах. 
У 1921, після спалення православної церкви в Барановичах, Назаровський став головою будівельного комітету нової Свято-Троїцької церкви.
Отримав багато цінних в мистецькому плані речей (мозаїки відомих художників) для барановицької церкви зі зруйнованої православної церкви Олександра Невського у Варшаві.
У 1922 обраний безпартійним сенатором від списку Блоку національних меншин у Новогрудському воєводстві. У парламенті приєднався до Білоруського посольського клубу. Наприкінці першої каденції сенату отримав мандат родича (депутата місцевої ради з Барановичів). Працював у магістраті Барановичів.
Один із засновників Православної білоруської демократичної спілки, разом із сенатором В’ячеславом Богдановичем та прокурором Лукою Голадом, є автором статуту цієї спілки. Однак швидко вийшов з неї і почав співпрацювати з офіційною православною владою Польщі.
Призначений технічним керівником при заснуванні Білоруського інституту економіки та культури в 1926.
Користуючись знайомством з совєцьким агентом у Курляндському Данцигу, перевів Михайла Кахановіча до СРСР. Завдяки його знайомству з німцями посол Юрко Саболевський був переведений до Німеччини.
Заарештований НКВС Білорусі 2 січня 1940 у себе вдома в Барановичах. 
9 вересня 1940 засуджений до 8 років позбавлення волі. 
У вересні 1941 вивезений із Сиблагу та відправлений до Павлодарської області. 
Наприкінці 1941 амністований, поїхав до Казахстану, де формувалася армія Андерса. Помер у лікарні в Самарі у 1942.